# Louis Wolowski

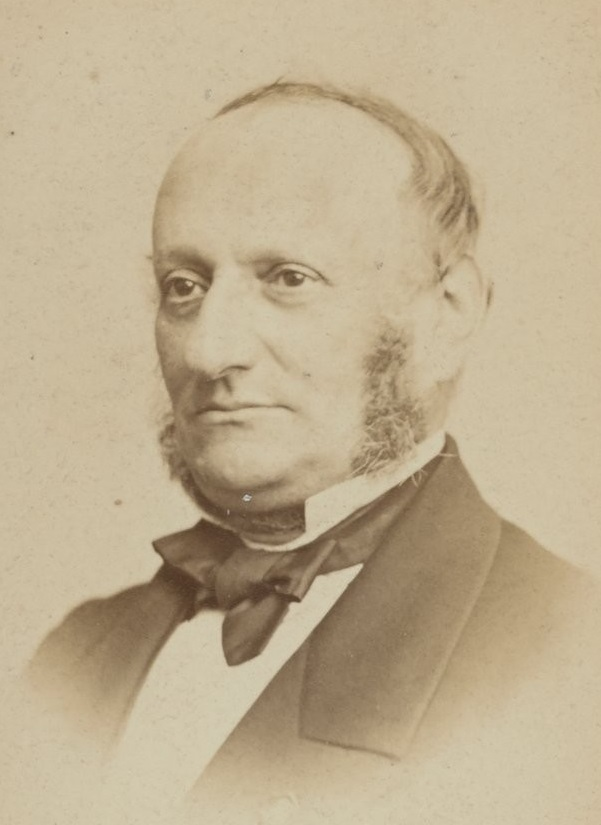
Louis Wolowski (Fotografie von Charles Reutlinger)

Louis François Michel Raymond Wolowski (eigentlich Ludwik Franciszek Michał Reymond Wołowski; * 31. August 1810 in Warschau; † 15. August 1876 in Gisors) war ein französischer Nationalökonom polnischer Herkunft.

## Leben
Wolowski war der Sohn des ehemaligen Präsidenten des polnischen Reichstags, Franciszek Wołowski. Bereits mit dreizehn Jahren kam Wolowski nach Frankreich und absolvierte dort in den Jahren 1823 bis 1827 Schule und Studium.
Als Ende 1830 in seiner Heimatstadt die Novemberaufstände gegen die russische Herrschaft ausbrachen, schloss sich Wolowski sofort an. Er diente im Rang eines Hauptmannes im polnischen Generalstab und avancierte später zum Vizerequetenmeister der polnischen Regierung. Gegen Ende des Unabhängigkeitskrieges vertrat Wolowski als Gesandtschaftssekretär sein Land in Paris, wo er nach dem Ende des Aufstandes blieb und 1843 die französische Staatsbürgerschaft erhielt.
Bereits 1833 gründete Wolowski die Zeitschrift Revue de législation et de jurisprudence und wurde 1839 als Prof. für Jura mit einem Lehrauftrag am „Konservatorium der Künste und Handwerke“ betraut. 1848 wählte man Wolowski in die Geschäftsleitung dieser Lehranstalt.
1856 veröffentlichte Wolowski seine Übersetzung von Wilhelm Roschers System der Volkswirtschaft.
In den Jahren 1848 bis 1851 war Wolowski Mitglied der Konstituierenden, dann der Gesetzgebenden Versammlung, wo er der gemäßigt demokratischen Partei angehörte. 1855 wurde er als Mitglied in die Akademie der moralischen und politischen Wissenschaften und 1865 als assoziiertes Mitglied in die Académie royale des Sciences, des Lettres et des Beaux-Arts de Belgique aufgenommen. Ab 1871 vertrat Wolowski als Abgeordneter des linken Zentrums die gemäßigten Republikaner in der Nationalversammlung. Dort verteidigte er das Freihandelssystem und starb, eben als Sénateur inamovible zum Senator gewählt, am 15. August 1876 in Gisors im Alter von knapp 66 Jahren.
Wolowski war Offizier der Ehrenlegion.

## Werke
- Des sociétés par actions (1838)
- Mobilisation du crédit foncier (1839)
- Des fraudes commerciales (1843)
- De l’organisation du travail (1845)
- Études d’économie politique et de statistique (1848)
- Del’organisation du crédit foncier (1849)
- Introduction de l’industrie de la soie en France (1855)
- Introduction de l’économie politique en Italie (1859)
- La question des banques (1864)
- Enquête sur les principes et les faits généraux qui régissent la circulation monétaire et fiduciaire (1866)
- La banque d’Angleterre et les banques d’Écosse (1867; deutsch von Holtzendorff, Berl. 1870)
- La liberté commerciale et les résultats du traité de commerce de 1860 (1868)
- Le change et la circulation (1869)
- L’or et l’argent (1870)
- La question monétaire (2. Aufl. 1869)